# マクマード基地
座標: 南緯77度51分 東経166度40分 / 南緯77.850度 東経166.667度

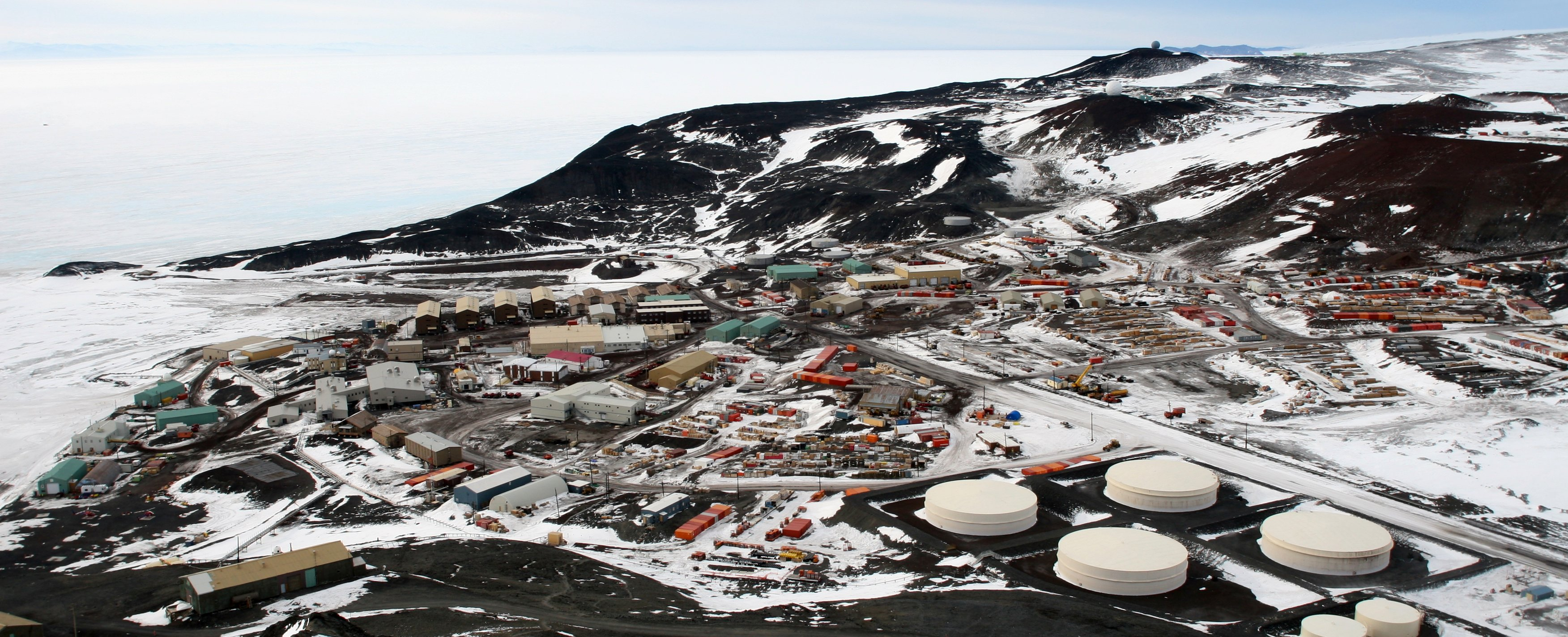
上空から見たマクマード基地

マクマード基地（マクマードきち、McMurdo Station）は、アメリカ合衆国の南極観測基地。南緯77度51分、東経166度40分のロス島ハットポイント半島南端部に位置する。名前の由来はアーチボルド・マクマードから。

## 概要
1956年にアメリカ海軍が当地に設営した拠点 (Naval Air Facility McMurdo) が基になっている。現在はアメリカ国立科学財団南極プログラム(USAP)が保有し、レイセオン・ポーラー・サービス社によって運営されており、マクマード南極点道路を介して南極点にあるアムンゼン・スコット基地への補給中継点となっている。
マクマード基地は南極の観測基地の中でも特に規模が大きいものの一つで、100以上の建物から構成されている。滞在人員は夏季には1000人以上にのぼり、冬季でも200人ほどが常駐している。アクセスも容易で、船舶の接岸が可能であるほか、以下の3本の滑走路を備えている：
- ペガサス・アイスランウェイ (ICAO: NZPG) - 大陸氷河上滑走路（恒久施設、ブラックアイランドにある）
- シー・アイスランウェイ (ICAO: NZIR) - 氷結海面上滑走路（冬季のみ、これが基地に一番近い）
- ウィリアムズ・フィールド (ICAO: NZWD) - 雪原上滑走路（恒久施設）

基地に電力や暖房を安価にかつ安定して供給するため、1962年には小型の原子力発電所が建設されその後10年ほど稼働していたが、基地へのアクセス向上に伴って燃料輸送が年間を通じて可能となったため、1972年に撤去された。

## 気候
すべての月で平均気温が氷点を下回っているため、マクマード基地は極地の氷雪気候(ケッペンの気候区分でいえばEF)に該当する。しかしながら、最暖月 (12月と1月)においては一時的に気温が氷点を上回ることがある。 5月初頭や時には4月初頭に-40°Cになることが毎年何回かあるドイツのノイマイヤー基地IIIのように、風に晒されている基地と比べて、マクマード基地は南極横断山脈によって南極大陸の内陸部より吹く冷たい風から守られているため、-40°Cを下回ることは珍しい。内陸部から来る寒気団により冷やされて氷点以上になることがかなり珍しいノイマイヤー基地IIIと違って、マクマード基地では夏に氷点を上回ることがかなりよくある。
記録された中で最も高い気温は、2001年12月30日に記録された10.5°Cである。
| マクマード基地の気候                                                   | マクマード基地の気候 | マクマード基地の気候 | マクマード基地の気候 | マクマード基地の気候 | マクマード基地の気候 | マクマード基地の気候 | マクマード基地の気候 | マクマード基地の気候 | マクマード基地の気候 | マクマード基地の気候 | マクマード基地の気候 | マクマード基地の気候 | マクマード基地の気候 |
| 月                                                                     | 1月                  | 2月                  | 3月                  | 4月                  | 5月                  | 6月                  | 7月                  | 8月                  | 9月                  | 10月                 | 11月                 | 12月                 | 年                   |
| ---------------------------------------------------------------------- | -------------------- | -------------------- | -------------------- | -------------------- | -------------------- | -------------------- | -------------------- | -------------------- | -------------------- | -------------------- | -------------------- | -------------------- | -------------------- |
| 最高気温記録 °C （°F）                                                 | 8.3 (46.9)           | 2.2 (36)             | −2.2 (28)            | −3.9 (25)            | −2.8 (27)            | −4.4 (24.1)          | −6.1 (21)            | −4.4 (24.1)          | −4.4 (24.1)          | 0.6 (33.1)           | 2.8 (37)             | 10.5 (50.9)          | 10.5 (50.9)          |
| 平均最高気温 °C （°F）                                                 | −0.2 (31.6)          | −6.3 (20.7)          | −14 (7)              | −17.4 (0.7)          | −19.0 (−2.2)         | −19.1 (−2.4)         | −21.7 (−7.1)         | −22.8 (−9)           | −20.8 (−5.4)         | −15.5 (4.1)          | −6.7 (19.9)          | −0.8 (30.6)          | −13.5 (7.7)          |
| 日平均気温 °C （°F）                                                   | −2.9 (26.8)          | −9.5 (14.9)          | −18.2 (−0.8)         | −20.7 (−5.3)         | −21.7 (−7.1)         | −23.0 (−9.4)         | −25.7 (−14.3)        | −26.1 (−15)          | −24.6 (−12.3)        | −18.9 (−2)           | −9.7 (14.5)          | −3.4 (25.9)          | −16.9 (1.6)          |
| 平均最低気温 °C （°F）                                                 | −5.5 (22.1)          | −11.6 (11.1)         | −21.1 (−6)           | −24.9 (−12.8)        | −27.1 (−16.8)        | −27.3 (−17.1)        | −30.1 (−22.2)        | −31.8 (−25.2)        | −29.4 (−20.9)        | −23.4 (−10.1)        | −12.7 (9.1)          | −6.0 (21.2)          | −20.6 (−5.1)         |
| 最低気温記録 °C （°F）                                                 | −15.0 (5)            | −25.0 (−13)          | −43.3 (−45.9)        | −40.0 (−40)          | −44.4 (−47.9)        | −41.1 (−42)          | −48.9 (−56)          | −49.4 (−56.9)        | −43.9 (−47)          | −40.0 (−40)          | −26.1 (−15)          | −14.4 (6.1)          | −49.4 (−56.9)        |
| 降水量 mm （inch）                                                     | 15.0 (0.591)         | 21.2 (0.835)         | 24.1 (0.949)         | 18.4 (0.724)         | 23.7 (0.933)         | 24.9 (0.98)          | 15.6 (0.614)         | 11.3 (0.445)         | 11.8 (0.465)         | 9.7 (0.382)          | 9.5 (0.374)          | 15.7 (0.618)         | 202.5 (7.972)        |
| 降雪量 cm （inch）                                                     | 6.6 (2.6)            | 22.4 (8.82)          | 11.4 (4.49)          | 12.7 (5)             | 17.0 (6.69)          | 17.8 (7.01)          | 14.0 (5.51)          | 6.6 (2.6)            | 7.6 (2.99)           | 13.5 (5.31)          | 8.4 (3.31)           | 10.4 (4.09)          | 148.4 (58.43)        |
| 平均降水日数 （≥1.0 mm）                                               | 2.6                  | 4.7                  | 3.2                  | 4.5                  | 5.5                  | 5.7                  | 4.7                  | 4.1                  | 3.0                  | 3.2                  | 2.4                  | 2.5                  | 46.1                 |
| 平均降雪日数                                                           | 12.8                 | 17.6                 | 17.8                 | 16.4                 | 16.2                 | 15.6                 | 15.3                 | 14.5                 | 13.3                 | 14.5                 | 13.5                 | 13.8                 | 181.3                |
| % 湿度                                                                 | 66.7                 | 65.2                 | 66.6                 | 66.6                 | 64.2                 | 62.4                 | 60.2                 | 63.4                 | 55.8                 | 61.4                 | 64.7                 | 67.0                 | 63.7                 |
| 出典1：Cool Antarctica                                                 |                      |                      |                      |                      |                      |                      |                      |                      |                      |                      |                      |                      |                      |
| 出典2：NOAA (extremes and precipitation and snowy days data 1961−1986) |                      |                      |                      |                      |                      |                      |                      |                      |                      |                      |                      |                      |                      |

## 名所旧跡
バードのモニュメント(Byrd Monument) : リチャード・バードの歴史的なモニュメントは、1965年にマクマード基地に 建てられた。ブロンズの胸像が、150 cm x 60 cmの四角くて黒い大理石に乗っている。大理石は木製のデッキに置いてあり、リチャード・バードの南極探査の偉業を刻んだ銘板が付いている。
原子力発電所の銘板(Nuclear Power Plant Plaque) : 45 cm × 60 cm のブロンズの銘板で、マクマード基地のPM-3Aという原子力発電所があったオブザー ベーションヒルの、西側の中腹にある垂直に立つ大きな岩に設置してある。銘板では南極初の原子力発電所の偉業が説明されている。

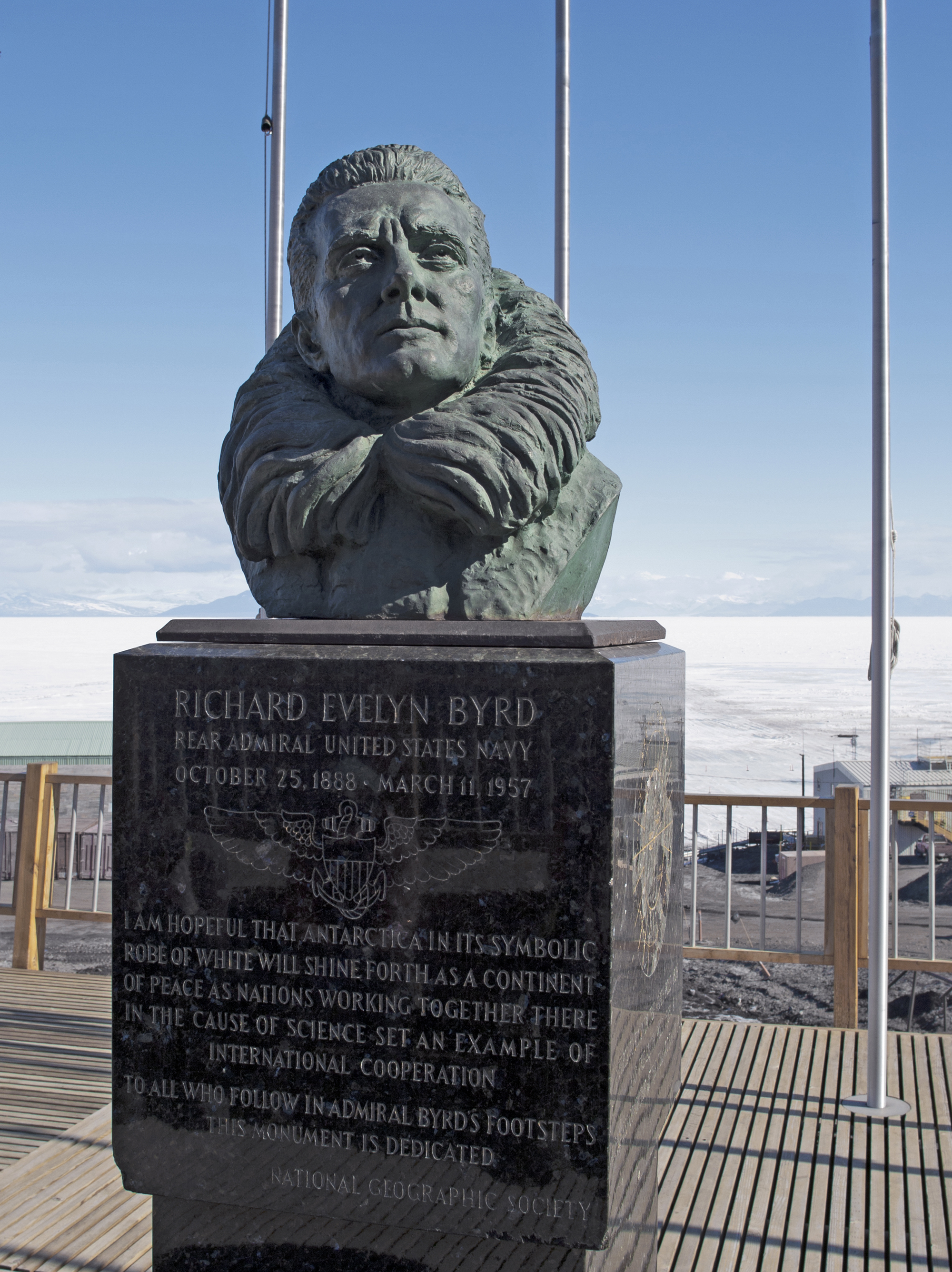
バードのモニュメント
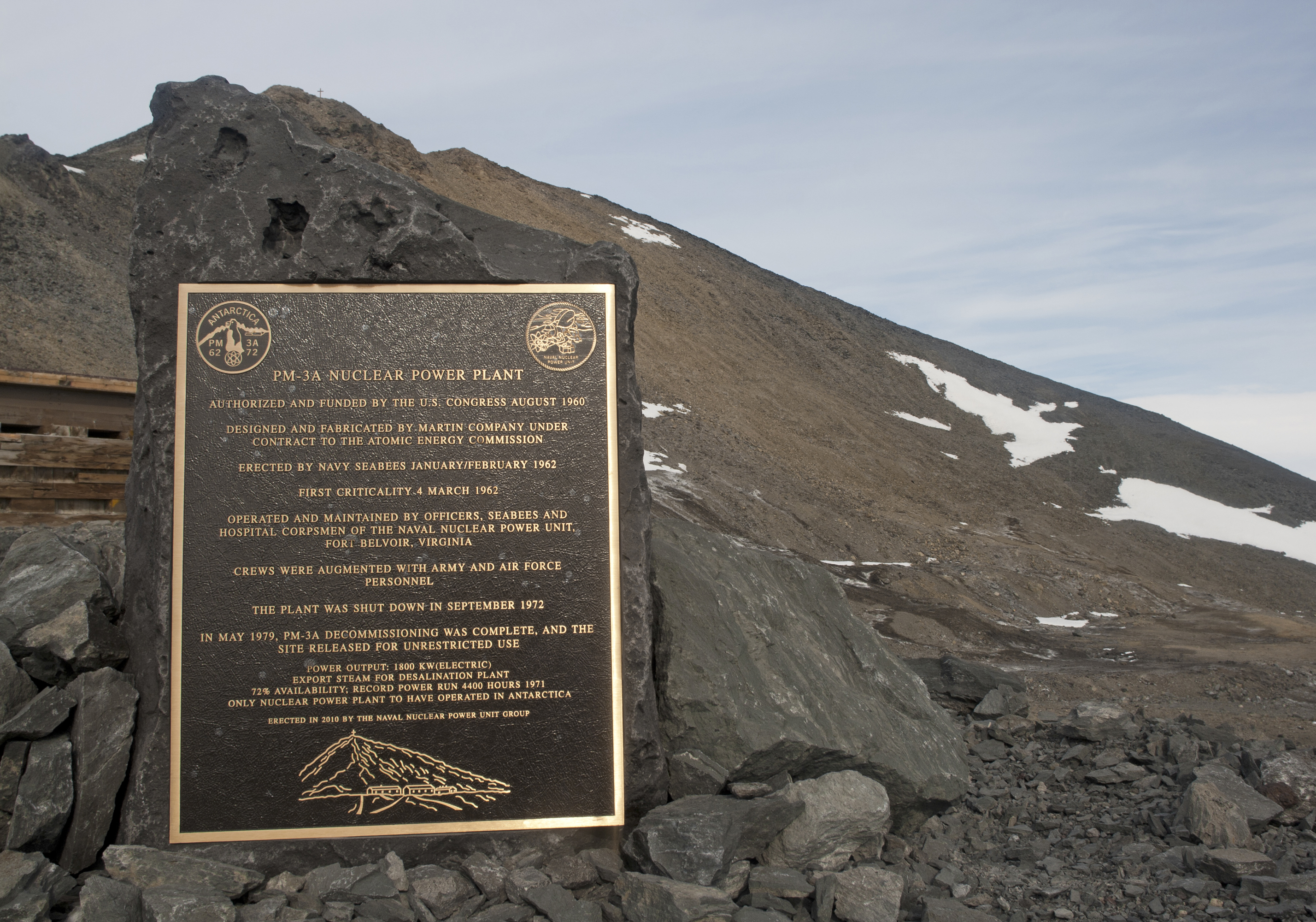
原子炉記念銘板